# Коричник железконосный
Коричник железконосный, или Ложнокамфорный лавр (лат. Cinnamomum glanduliferum) — вечнозелёное дерево, вид рода Коричник (Cinnamomum) семейства Лавровые (Lauraceae).

## Распространение и экология
В природе ареал вида охватывает юго-восточную Азию — Индия, Непал и Бирма, Китай (провинции Юньнань, Сычуань, Гуйчжоу), восточный Тибет.
В России, на Черноморском побережье Кавказа, в культуре с конца XIX века. В Сочи роща из 22-х деревьев объявлена памятником природы.
Дерево влажного субтропического климата; успешно растёт в странах с годовыми осадками в 1500—2000 мм и более, но хорошо развивается и при меньших осадках. Лучше растет на перегнойных, красноземных и аллювиальных почвах.
Растёт быстрее камфорного коричника, особенно в молодом возрасте. По зимостойкости не уступает камфорному коричнику, выдерживая с ним одинаковые, а иногда и более сильные морозы.

## Ботаническое описание
Вечнозелёное дерево высотой до 50 м и более, с шатровидной кроной. Кора тёмно-серая, трещиноватая. Молодые ветки гладкие, голые, зелёные.
Почки голые. Листья обратнояйцевидные, длиной 9—12 см, шириной 5—7 см, внезапно заострённые на вершине, сверху блестяще-тёмно-зелёные, снизу сизые, с перистым жилкованием; несколько нижних боковых жилок на нижней стороне листа у основания снабжены железками. Черешки длиной 2,5 см.
Соцветия пазушные или на концах веточек, на удлиненных цветоносах, цимозно-метельчатые. Цветки на коротких цветоножках; околоцветник желтоватый, шестираздельный, шириной 5—6 мм; тычинок 9, расположенных в 3 круга, стаминодиев 3, составляющих четвёртый круг. Завязь голая, одногнездная, с одной семяпочкой.
Плод — костянка, слегка неправильно шаровидная, диаметром 10—14 мм, на несколько искривленной и толстой плодоножке. Семя шероховатое, диаметром 8—11 мм; в 1 кг содержится 8—9 тысяч семян; вес 1 тысячи семян 100—120 г.
Цветение в мае — июне. Плодоношение в октябре — ноябре.

## Значение и применение

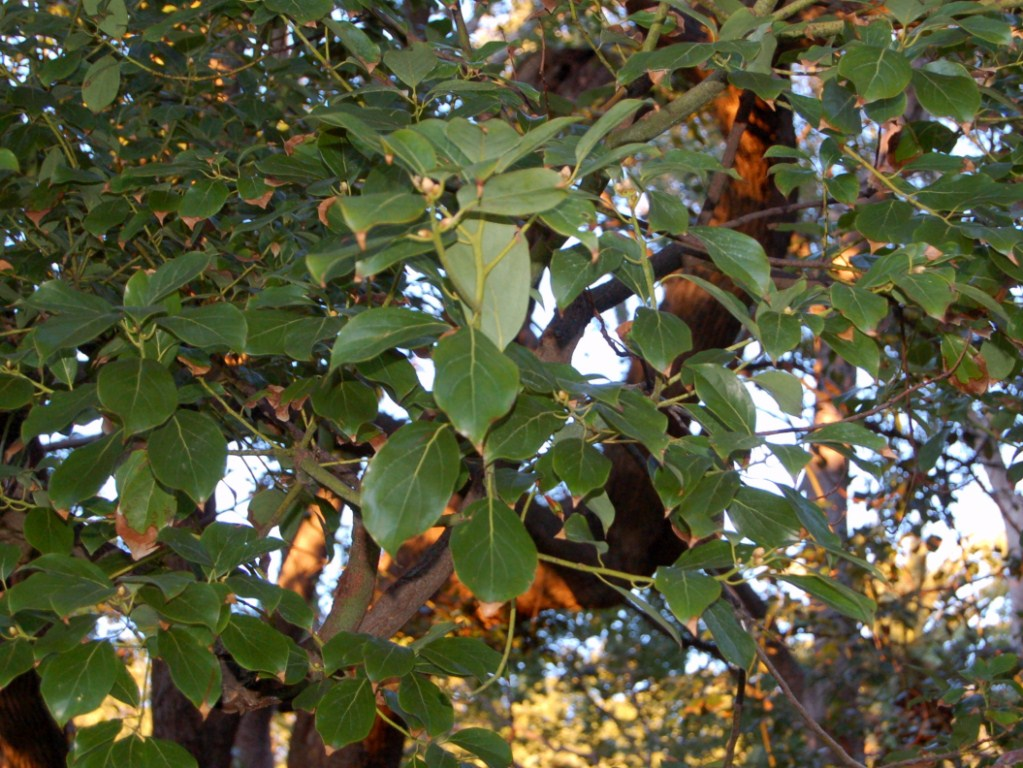

Разводится в ряде субтропических стран в лесной культуре; ценится за быстрый рост и хорошее качество древесины. Древесина светло-бурая, ароматичная, хороша для покрытия лаком, используется в судостроении и в столярном деле.
В листьях и древесине содержится эфирное масло, состоящее из цинеола (34 %), пинена, терпинеола (10 %) и сафрола.
Хорошо переносит подрезку, благодаря чему используется в декоративном садоводстве в стриженой форме. Его используют в парках и садах одиночно, в группах или для аллей и живых изгородей.

## Таксономия
Вид Коричник железконосный входит в род Коричник (Cinnamomum) семейства Лавровые (Lauraceae) порядка Лавроцветные (Laurales).
|  |                                      |  |                                                             |                                                             |                    |  | ещё 6 семейств (согласно Системе APG II) | ещё 6 семейств (согласно Системе APG II) |                            |  |  |  | свыше 300 видов |
|  |                                      |  |                                                             |                                                             |                    |  | ещё 6 семейств (согласно Системе APG II) | ещё 6 семейств (согласно Системе APG II) |                            |  |  |  | свыше 300 видов |
|  |                                      |  |                                                             | порядок Лавроцветные                                        |                    |  |                                          |                                          | род Коричник               |  |  |  |                 |
|  |                                      |  |                                                             | порядок Лавроцветные                                        |                    |  |                                          |                                          | род Коричник               |  |  |  |                 |
|  | отдел Цветковые, или Покрытосеменные |  |                                                             |                                                             | семейство Лавровые |  |                                          |                                          | вид Коричник железконосный |  |  |  |                 |
|  | отдел Цветковые, или Покрытосеменные |  |                                                             |                                                             | семейство Лавровые |  |                                          |                                          |                            |  |  |  |                 |
|  |                                      |  | ещё 44 порядка цветковых растений (согласно Системе APG II) | ещё 44 порядка цветковых растений (согласно Системе APG II) |                    |  |                                          | ещё около 55 родов                       | ещё около 55 родов         |  |  |  |                 |
|  |                                      |  |                                                             | ещё 44 порядка цветковых растений (согласно Системе APG II) |                    |  |                                          |                                          | ещё около 55 родов         |  |  |  |                 |